# Lenzův zákon
Lenzův zákon (Lenzovo pravidlo) je fyzikální zákon popisující vztah mezi elektrickým proudem a změnou magnetického indukčního toku. Zákon formuloval německý fyzik Heinrich Lenz.
Znění: Indukovaný elektrický proud v uzavřeném obvodu má takový směr, že svým magnetickým polem působí proti změně magnetického indukčního toku, která je jeho příčinou.
Toto pravidlo je důsledkem obecného fyzikálního principu setrvačnosti, tj. snahy k udržení původního stavu soustavy. Zákon se dá odvodit z Faradayova zákona elektromagnetické indukce. Stačí si v něm jen všimnout znaménka minus.